# Ханковце (Бардјејов)
Ханковце (слч. Hankovce) насељено је мјесто са административним статусом сеоске општине (слч. obec) у округу Бардјејов, у Прешовском крају, Словачка Република.

## Становништво
| Година:    | 1994. | 2004.   | 2014.   | 2024.   |
| ---------- | ----- | ------- | ------- | ------- |
| Број људи: | 411   | 402     | 400     | 437     |
| Разлика:   |       | -2,18 % | -0,49 % | +9,25 % |

| Година:    | 2023. | 2024.   |
| ---------- | ----- | ------- |
| Број људи: | 439   | 437     |
| Разлика:   |       | -0,45 % |

Према подацима о броју становника из 2024. године насеље је имало 437 становника.